# Turčini
Turčini (en serbe cyrillique : Турчини) est un village du sud du Monténégro, dans la municipalité de Bar.

## Démographie

### Évolution historique de la population
| 1948 | 1953 | 1961 | 1971 | 1981 | 1991 | 2003 |
| ---- | ---- | ---- | ---- | ---- | ---- | ---- |
| 104  | 97   | 114  | 94   | 55   | 27   | 6    |